# Калькройт, Леопольд фон
Леопольд Карл Вальтер фон Калькройт (нем. Leopold Karl Walter von Kalckreuth; 15 мая 1855[…], Дюссельдорф, Рейнская провинция — 1 декабря 1928[…], Зеветаль, Нижняя Саксония) — немецкий живописец и график реалистического направления, педагог.

## Биография
Леопольд фон Калькройт был сыном художника Станислава фон Калькройта. В 1863—1866 гг. учился в основанной Фридрихом Фрёбелем школе-интернате в Кайльхау под Рудольштадтом. Затем продолжил образование под руководством отца в Веймарской художественной школе.
В 1878 году уехал в Мюнхен, где познакомился с художником Францем фон Ленбахом. С 1885 года в Веймаре преподавал живопись в Художественной школе великого герцога Саксонского. В 1895 году переехал в Карлсруэ, где преподавал в Государственной академии изобразительных искусств. В 1899 году был вынужден покинуть эту академию ввиду сложных профессиональных отношений, сложившихся между её членами. Среди его известных учеников Зигмунд фон Зальвюрк.
С 1900 года жил и работал в Штутгарте. Приехав по приглашению короля Вюртемберга Вильгельма II, фон Калькройт, совместно с шестью другими художниками, в 1898 году создал Объединение художников Штутгарта, старейший и сохранившийся до наших дней союз художников в Германии.
С 1906 года жил в Гамбурге. В 1908 году стал одним из основателей Объединения художников Силезии в Бреслау. В 1926 году награждён орденом Pour le Mérite.
Леопольд фон Калькройт предпочитал заниматься портретной и жанровой живописью, писал также пейзажи. Он относится к группе художников, творчество которых определяло направление развития немецкой живописи во второй половине XIX столетия (Ханс Тома, Макс Либерман, Вильгельм Лейбль и др.).
Сын — поэт Вольф фон Калькройт (1887—1906), памяти которого посвящено стихотворение Р. М. Рильке «Реквием графу Вольфу фон Калкройту». Дочь — Анна фон Калькройт, супруга нидерландского банкира Франца Кёнигса (1881—1941). Правнук — коллекционер и учёный Ян ван дер Ваальс.

## Галерея

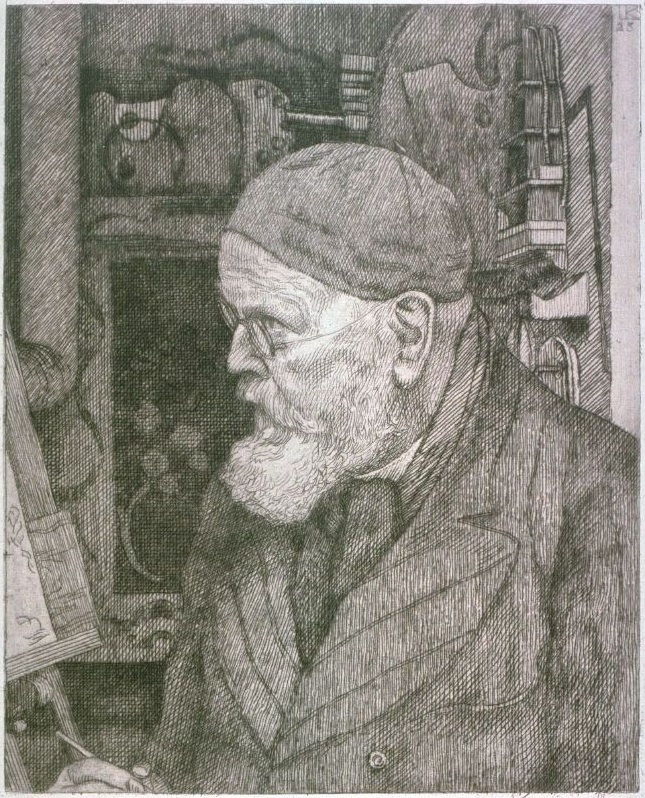
Автопортрет
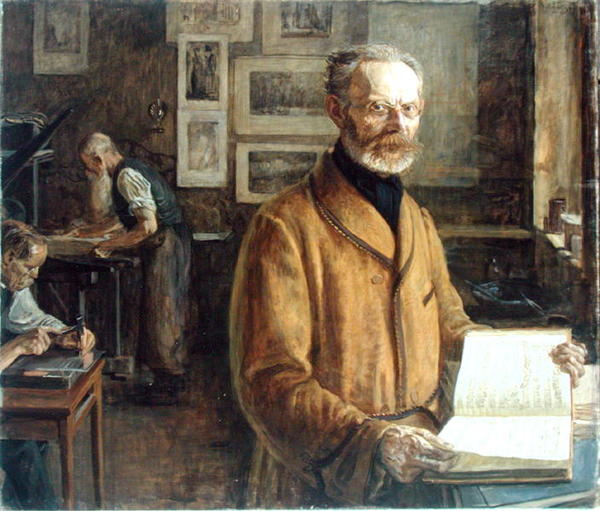
Портрет Фридриха Кризандера. 1901
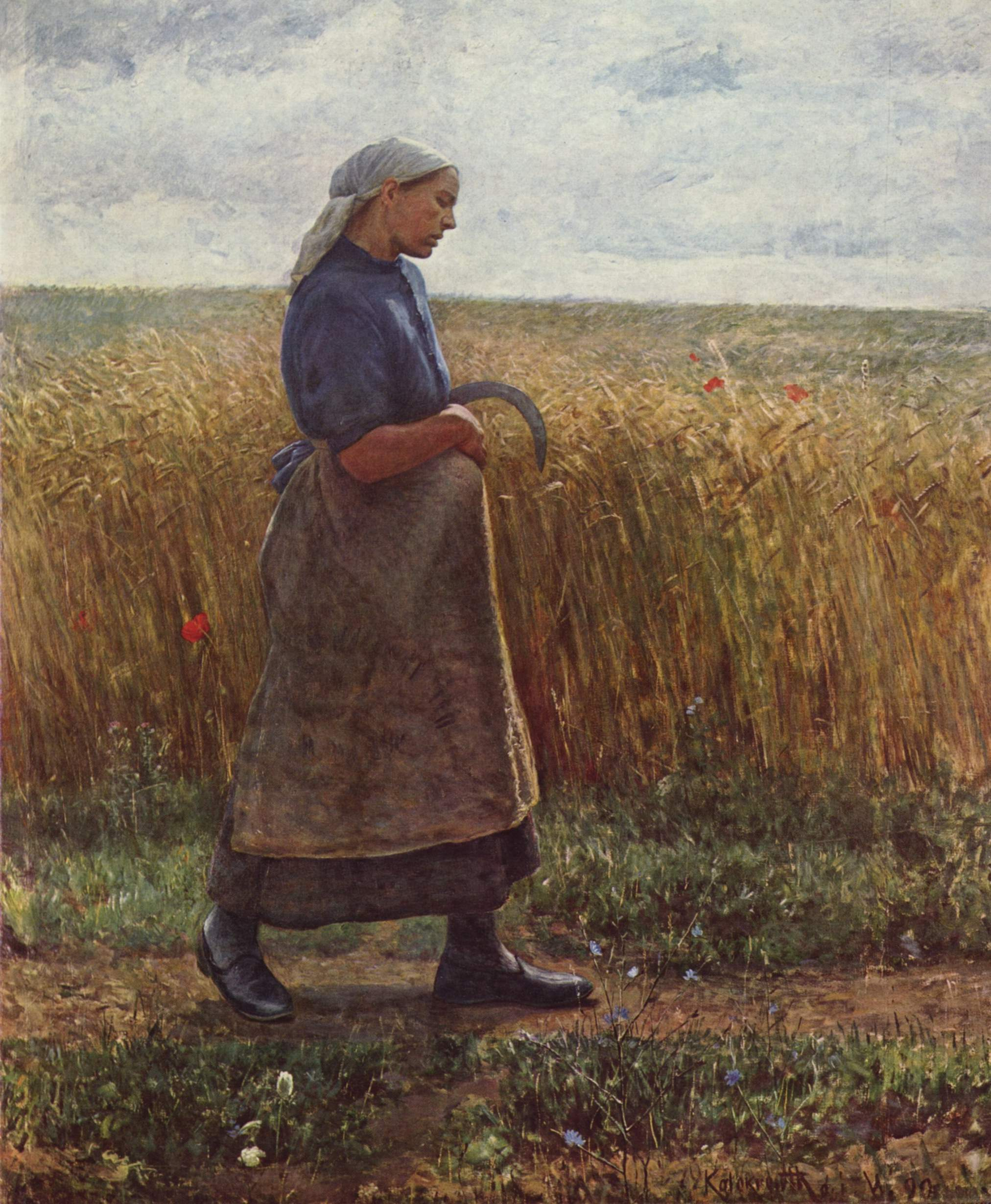
Лето. 1890
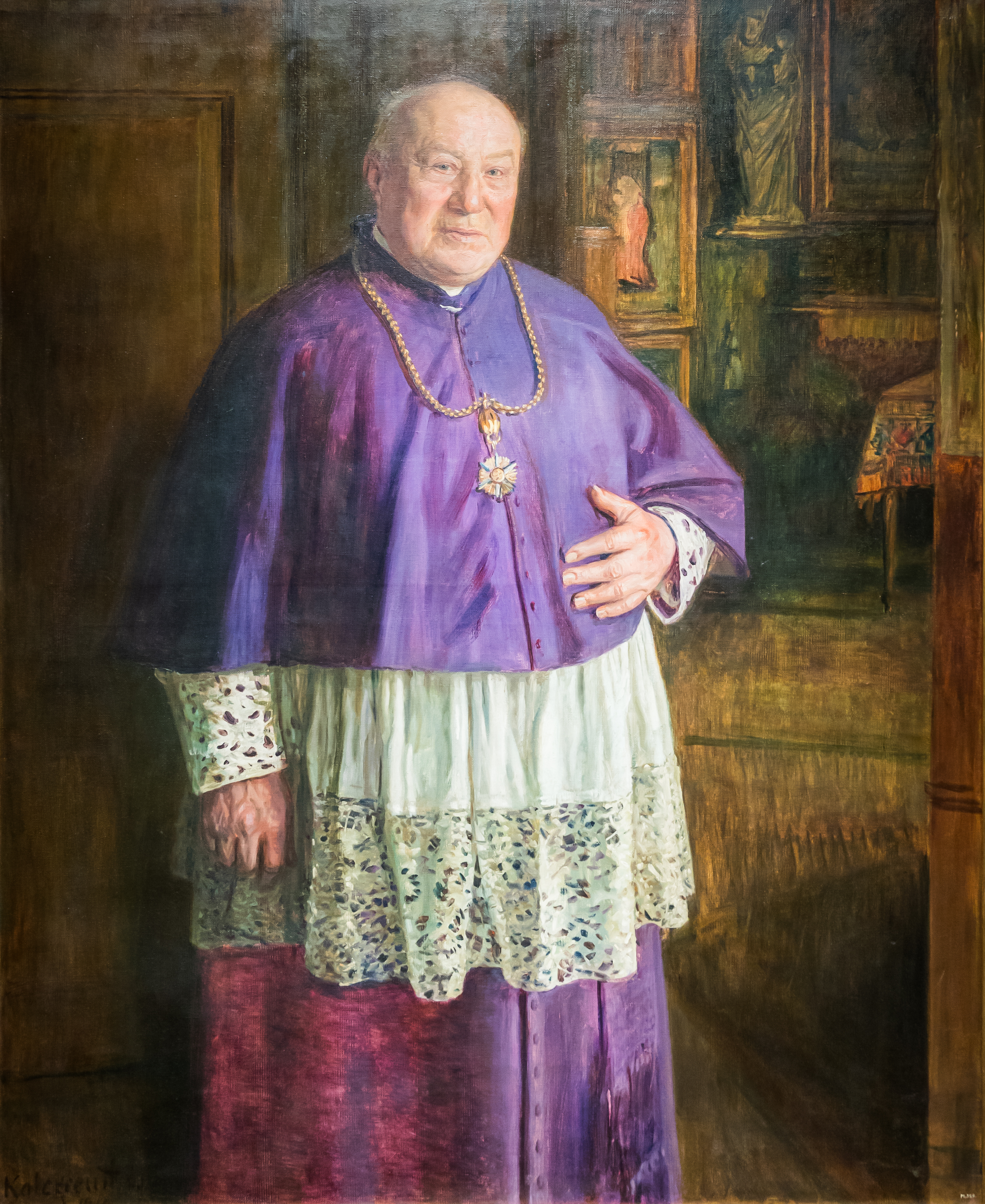
Портрет Александра Шнютигена. 1910
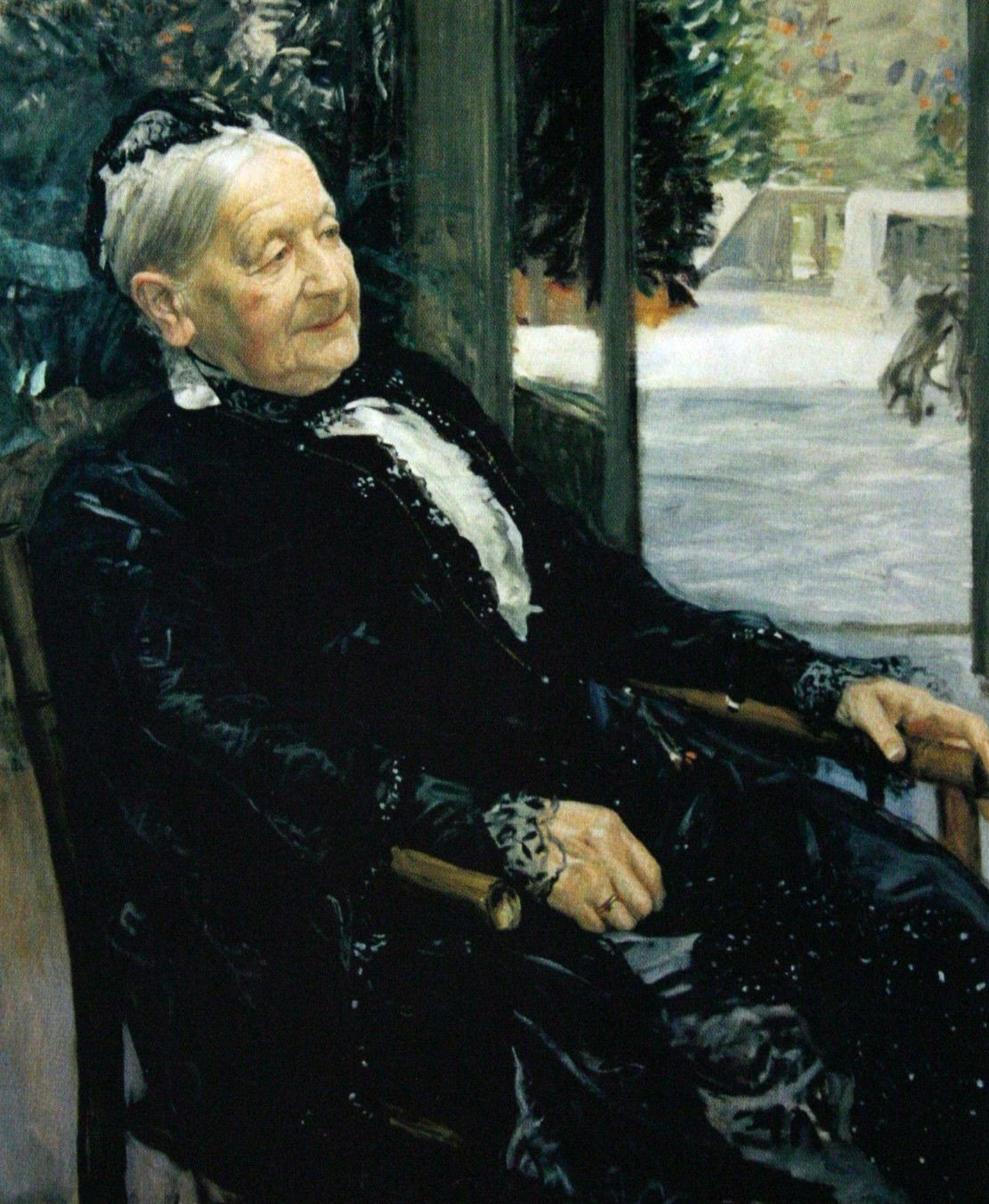
Портрет Лауры Бейт
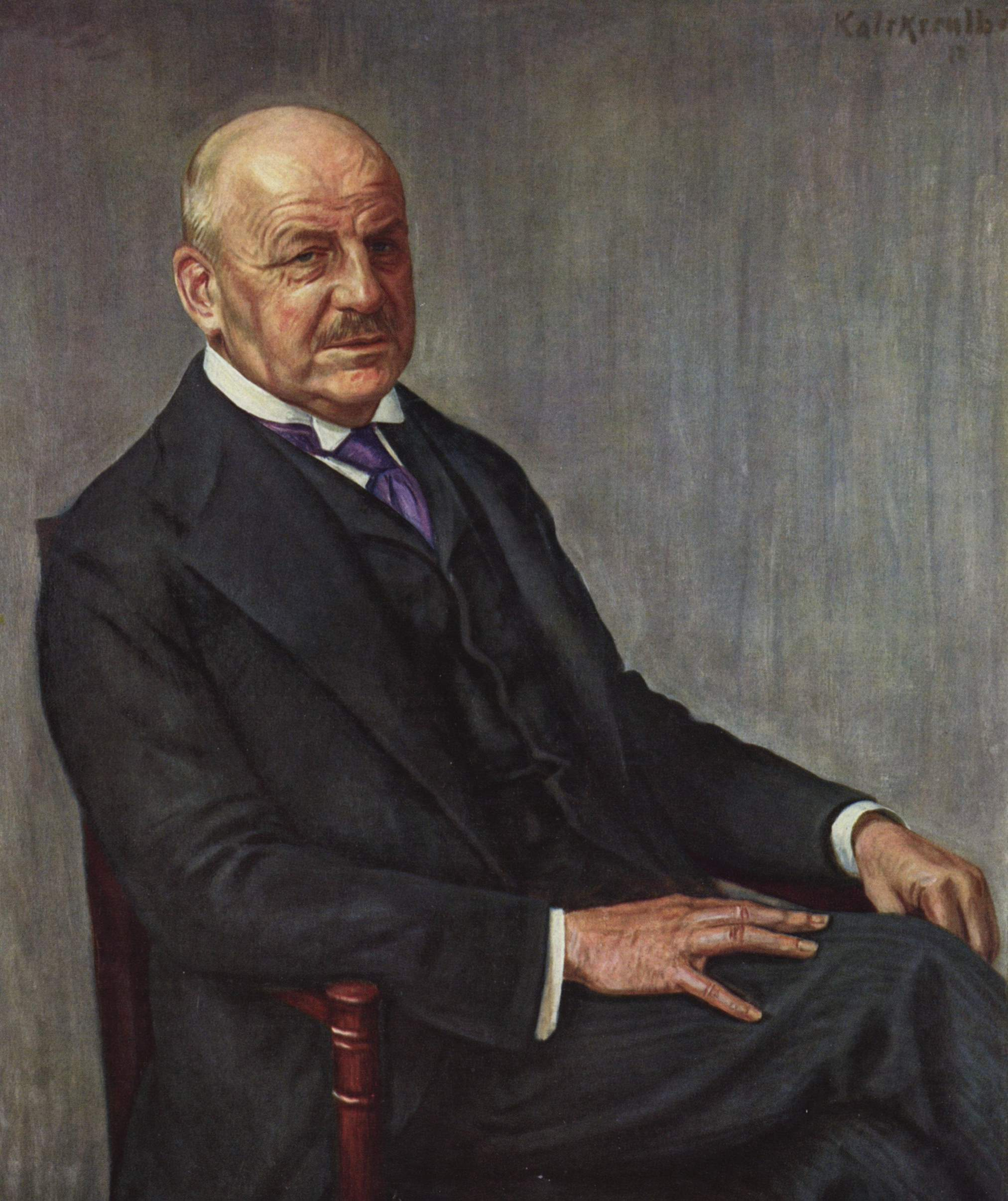
Портрет Альфреда Лихтварка. 1912